# Las Acacias (Montevideo)
Las Acacias es un barrio de la ciudad de Montevideo, perteneciente al Municipio D y al Centro Comunal Zonal 11. Limita con los barrios Plácido Ellauri (al noreste), Marconi (al este), Casavalle (al oeste) y Cerrito de la Victoria (al sur).
Sus límites son la calles Av. Gral. Flores, Possolo, Andalucía, Tomás Burgueño, Possolo, Juan Acosta y Chimborazo.
Este pequeño barrio, cuenta con construcciones precarias, en las que abundan los almacenes y viviendas. La construcción que destaca dentro de la zona es el Estadio José Pedro Damiani, propiedad del Club Atlético Peñarol y apodado, justamente, como Las Acacias.
También dentro del barrio, contra el límite con el Cerrito de la Victoria, se encuentra el Batallón de Ingenieros N°1, la Escuela de Educación Física del Ejército y la Escuela de Tiro del Ejército.